# Lepus tibetanus
La lepre tibetana o lepre del deserto (Lepus tibetanus Waterhouse, 1841) è un mammifero lagomorfo della famiglia dei Leporidi.
In passato classificata come sottospecie prima di Lepus capensis (Lepus capensis tibetanus) e poi di Lepus tolai (Lepus tolai tibetanus), attualmente la maggior parte degli studiosi concorda nell'esattezza di una classificazione che comprenda questi animali come specie a sé stante.

## Distribuzione
Con cinque sottospecie (Lepus tibetanus centrasiaticus, Lepus tibetanus craspedotis, Lepus tibetanus pamirensis, Lepus tibetanus stoliczkanus e Lepus tibetanus tibetanus) la specie è diffusa in Kashmir, Afghanistan orientale, Turkestan orientale e lungo il confine fra Cina e Mongolia, mentre a dispetto del nome manca quasi completamente dal Tibet.
Il suo habitat è rappresentato dalle aree steppiche e semidesertiche fino a 4000 m d'altezza.

## Descrizione

### Dimensioni
Misura fino a 50 cm di lunghezza, per un peso che può sfiorare i 3 kg.

### Aspetto
L'aspetto è allungato e slanciato, con grosse orecchie e lunghe zampe.
Il pelo è bruno fortemente brizzolato di nero sul dorso e sulle cosce, mentre petto, fianchi e zampe assumono tonalità giallo zolfo, presenti sotto forma di sfumature anche su nuca, tempie e quarto posteriore dell'animale. La gola, il ventre, la parte inferiore della coda ed una mascherina facciale sono di colore biancastro: anche le orecchie sono bianche, con la punta nera.

## Biologia
Si tratta di una specie dalle abitudini prevalentemente crepuscolari e notturne, tuttavia la si può osservare anche durante il giorno in condizioni meteorologiche nuvolose. Durante il giorno, tuttavia, preferisce riposare nascosta nella vegetazione più fitta, aiutata in questo dal manto altamente mimetico. Ha abitudini perlopiù solitarie.

### Alimentazione
Animale esclusivamente erbivoro, la lepre tibetana si nutre di erbe, germogli, foglie, radici ed in generale di qualsiasi materiale di origine vegetale del quale riesca ad avere ragione coi forti denti.

Come tutti i lagomorfi, anche la lepre tibetana è solita praticare la coprofagia, al fine di ridigerire parte delle proprie feci (le cosiddette feci molli) ed estrarre dal proprio cibo la maggiore quantità possibile di nutrimento.

### Riproduzione
A seconda della disponibilità di cibo, la femmina può allevare con successo fino a tre nidiate l'anno: ciascuna di esse consta di 3-10 cuccioli, che nascono dopo una gestazione di circa 6 settimane ed alla nascita sono già ricoperti di pelliccia ed hanno gli occhi aperti.